# Minori Matsushima
Minori Matsushima (松島みのり?, Matsushima Minori; Prefettura di Chiba, 1º dicembre 1940 – 8 aprile 2022) è stata un'attrice e doppiatrice giapponese.

## Biografia
Lavorò per Aoni Production.
Era nota per aver doppiato la protagonista Candy White in Candy Candy e Sayaka Yumi in Grande Mazinga e Mazinga Z.

## Ruoli principali
- Candy Candy: Candy White
- Grande Mazinga e Mazinga Z: Sayaka Yumi
- Fiorellino: Fiorellino
- Lucy of the Southern Rainbow: Lucy May
- One Piece: Tsuru
- Kaibutsu-kun: Hiroshi Ichikawa
- Hello! Sandybell: Voce narrante
- Lady Oscar: Nicole D'Oliva
- Georgie: signora Barners